# Balta Doamnei
Balta Doamnei – wieś w Rumunii, w okręgu Prahova, w gminie Balta Doamnei. W 2011 roku liczyła 917 mieszkańców.